# جون کنی
جون کلر سباستین (née کنی ژوئیه ۶, ۱۹۳۳ – ژوئیه ۲۵, ۲۰۲۱) یک بازیگر شناخته شده در فیلم‌های درجه ب در اواخر دهه ۱۹۵۰ بود. جون کلر کنی در بوستون ماساچوست متولد شد. او تنها فرزند فردریک کنی لوله‌کش ایرلندی‌تبار و ادنا خانه‌دار فرانسوی کانادایی‌تبار بود. او در دوران کودکی در حومه شهر مالدن، ماساچوست زندگی می‌کرد.